# Gustav Heby Pedersen
Gustav Heby Pedersen (født 16. juli 2004 i Gug) er en cykelrytter fra Danmark, der kører mountainbike og cykelcross for Wilier-Vittoria MTB Factory Team.
Han er blevet XCO-europamester i U15 og U17-klassen, og vundet afdelinger i World Cuppen. Da han i juni 2021 blev danmarksmester, var det femte gang i træk Gustav Heby vandt DM-titlen. I maj 2022 lå han nummer ét på verdensranglisten. 2. juli 2022 blev han europamester i XCO-juniorklassen.

## Udmærkelser
- Årets Talent i dansk cykelsport (2022)[6]